# Petr Balajka
Petr Balajka (* 27. května 1958 Praha) je český bohemista, polonista, fotograf, redaktor a spisovatel, syn literárního historika, kritika a prozaika Bohuše Balajky a překladatelky krásné literatury z polštiny Anetty Balajkové.

## Źivotopis
Petr Balajka absolvoval bohemistiku a polonistiku na Filozofické fakultě UK. Před rokem 1989 pracoval jako nakladatelský redaktor v několika nakladatelstvích. Od roku 1991 samostatně podniká. Rok 1990 je počátkem jeho kariéry coby autora několika detektivních románů, které vydává pod pseudonymem Petr Eidler. (viz níže). Pod svým vlastním jménem (Petr Balajka) publikoval odborné studie (většinou z oblasti dějin fotografie ) a romány (v roce 2006 vydal román „Viktor a Lady ze Shalottu“ ). Jako fotograf se věnuje živé a portrétní fotografii, je autorem cyklu barevných fotografií o Praze i autorem odborných publikací z oboru dějin fotografie. V roce 1991 vydalo nakladatelství ČTK – Pressfoto (v edici obrazových publikací) knihu „Praha – kaleidoskop velkoměsta“. Autorem úvodu, poetických textů a básní je Pavel Vrba, jako autor fotografií je uváděn „Michal Polák“. Jedná se o společný pseudonym dvojice fotografů Petra Balajky a Bohumíra Prokůpka. Od listopadu 2011 působí jako šéfredaktor komunitního periodika Obecní noviny Židovské obce v Praze (ŽOP). Pro Český rozhlas napsal několik rozhlasových her a adaptací. Petr Balajka žije v Praze, je ženatý a má syna Martina. Mezi jeho zájmy patří opera, výtvarné umění a kynologie.

## Tvorba Petra Balajky (výběr)

### Publikace o fotografii
- 1991 – Balajka, Petr. Jan Svoboda . 1. vydání; Praha: Odeon, 1991. 165 stran; Fotografie. ISBN 80-207-0287-3.[8] – monografie o fotografovi Janu Svobodovi

### Romány
- 2006 – Balajka, Petr. Viktor a Lady ze Shalottu. Vydání 1. Praha: Mladá fronta, 2006. 333 stran ISBN 80-204-1338-3.[4] – román ze současnosti [p. 3]
- 2018 – Balajka, Petr. Ottla. Vydání 1. Praha: Nakladatelství Franze Kafky, 2018, 186 stran ISBN 978-80-86911-51-9.
- 2019 – Balajka, Petr. Ottla Kafka. Das tragische Schicksal der Lieblingsschwester Franz Kafkas. Hamburg: tredition Verlag, 2019; 244 stran; Přeložil Werner Imhof. ISBN 978-3-7497-7177-6. (Německý překlad románu Ottla vydaného v roce 2018)

### Detektivky
- 1990 – Eidler, Petr. Kritická noc. 1. vydání; Praha: Naše vojsko, 1990. 160 stran; Napětí; svazek 177. ISBN 80-206-0113-9.[9]
- 1991 – Eidler, Petr. Jáma: Mrtvá byla ve svatebním. 1. vydání; Praha: Grafoprint, 1991. 113 stran ISBN 80-900596-6-X.[10]
- 2006 – Eidler, Petr. Muž na špinavou práci. 1. vydání; Brno: MOBA, 2006. 269 stran; Původní česká detektivka; svazek 47. ISBN 80-243-2207-2.[11]
- 2007 – Eidler, Petr. Sebranka. 1. vydání; Brno: MOBA 2007. 238 stran; Původní česká detektivka; svazek 60. ISBN 978-80-243-2652-8.[12]
- 2008 – Eidler, Petr. Klub elitních milenců. 1. vydání; Brno: MOBA, 2008. 238 stran; Původní česká detektivka; svazek 92. Krimi. ISBN 978-80-243-3270-3.[13]
- 2010 – Eidler, Petr. Jen vrah mluví pravdu. 1. vydání; Brno: MOBA, 2010. 271 stran; Původní česká detektivka; svazek 125. Krimi. ISBN 978-80-243-4010-4.[14]
- 2012 – Eidler, Petr. Mrtvý v obecném zájmu. 1. vydání; Brno: MOBA, 2012. 224 stran; Původní česká detektivka; svazek 164. Krimi. ISBN 978-80-243-4632-8.[15]
- 2015 – Eidler, Petr. Na šábes se nevraždí. 1. vydání; Brno: MOBA, 2015. 255 stran; Původní česká detektivka; svazek 211. Krimi. ISBN 978-80-243-6451-3.[16]
- 2016 – Eidler, Petr. Nahá s Davidovou hvězdou. 1. vydání; Brno: MOBA, 2016, 304 stran; Původní česká detektivka, svazek 241. Krimi. ISBN 978-80-243-6985-3.[17]
- 2018 – Eidler, Petr. Smrt konvertity. 1. vydání; Brno: MOBA, 2018, 288 stran; Původní česká detektivka, svazek 278. Krimi. ISBN 978-80-243-8059-9.[18]
- 2020 – Eidler, Petr. Kdo zabije Evu S.? 1. vydání; Brno: MOBA, 2020, 320 stran; Původní česká detektivka, svazek 316, Krimi. ISBN 978-80-243-9172-4.[19]
- 2021 – Eidler, Petr. Případ Aleny Struskové. 1. vydání; Brno: MOBA, 2021, 312 stran, Původní česká detektivka, Krimi. ISBN 978-80-243-9736-8.

| „              | Psaní detektivek považuji za skvělou a vzrušující duševní rozcvičku. Domnívám se, že právě dnešní doba dravých podnikatelů, tunelářů, korupce, která prorůstá celou společnosti, poskytuje nebývalou inspiraci k literárnímu ztvárnění. Jsem přesvědčený, že právě detektivka, oproti jiným žánrům, může nejvěrněji zobrazit aktuální stav společnosti. | “ |
| — Petr Balajka | |   |

### Rozhlasové hry
- Ottla. Životopisná hra o sestře Franze Kafky. Hudba Kryštof Marek. Dramaturg Hynek Pekárek. Režie Dimitrij Dudík. Účinkují: Taťjana Medvecká, Tereza Bebarová, Andrea Elsnerová, Zdeněk Maryška, Jan Vlasák, Martin Myšička, Lucie Černíková, Kamil Halbich, Ladislav Hampl, Jan Hartl, Růžena Merunková, Matěj Převrátil, Jan Köhler, Miriam Kantorková, René Přibil, Jiří Knot, Zdeněk Hess, Ivo Theimer, Ewa Walbroel, Josef Somr, Petr Šplíchal, Libuše Šplíchalová, Jiří Knot, Radek Seidl, Tomáš Pergl, Tomáš Poláček, Matouš Košař, Geronimo Santos, Jindřich Skokan a Adam Maamri. Český rozhlas, 2016